# Ласло Клауз
Ласло Клауз (угор. László Klauz; нар. 6 листопада 1961, Дьєр, медьє Дьєр-Мошон-Шопрон — пом. 28 березня 2013) — угорський борець греко-римського та вільного стилів, срібний та бронзовий призер чемпіонатів світу з греко-римської боротьби, дворазовий срібний призер Кубків світу з греко-римської боротьби, учасник двох Олімпійських ігор, причому на Олімпіаді 1988 року взяв участь у змаганнях з обох видів боротьби.

## Життєпис
Боротьбою почав займатися з 1973 року.
Виступав за спортивний клуб «Csepel» Будапешт.

## Спортивні результати на міжнародних змаганнях

### Виступи на Олімпіадах
| Змагання                    | Збірна   | Вагова категорія                  | Місце |
| --------------------------- | -------- | --------------------------------- | ----- |
| Літні Олімпійські ігри 1988 | Угорщина | греко-римська боротьба, до 130 кг | 5     |
| Літні Олімпійські ігри 1988 | Угорщина | вільна боротьба, до 130 кг        | 4     |
| Літні Олімпійські ігри 1992 | Угорщина | греко-римська боротьба, до 130 кг | 4     |

### Виступи на Чемпіонатах світу
| Змагання                        | Збірна   | Вагова категорія                  | Місце  |
| ------------------------------- | -------- | --------------------------------- | ------ |
| Чемпіонат світу з боротьби 1986 | Угорщина | греко-римська боротьба, до 130 кг | Бронза |
| Чемпіонат світу з боротьби 1989 | Угорщина | греко-римська боротьба, до 130 кг | Срібло |
| Чемпіонат світу з боротьби 1989 | Угорщина | вільна боротьба, до 130 кг        | 10     |
| Чемпіонат світу з боротьби 1990 | Угорщина | вільна боротьба, до 130 кг        | 6      |
| Чемпіонат світу з боротьби 1990 | Угорщина | греко-римська боротьба, до 130 кг | 5      |
| Чемпіонат світу з боротьби 1991 | Угорщина | греко-римська боротьба, до 130 кг | 4      |
| Чемпіонат світу з боротьби 1993 | Угорщина | греко-римська боротьба, до 130 кг | 5      |

### Виступи на Чемпіонатах Європи
| Змагання                         | Збірна   | Вагова категорія                  | Місце |
| -------------------------------- | -------- | --------------------------------- | ----- |
| Чемпіонат Європи з боротьби 1987 | Угорщина | греко-римська боротьба, до 130 кг | 6     |
| Чемпіонат Європи з боротьби 1990 | Угорщина | греко-римська боротьба, до 130 кг | 4     |

### Виступи на Кубках світу
| Змагання                    | Збірна   | Вагова категорія                  | Місце  |
| --------------------------- | -------- | --------------------------------- | ------ |
| Кубок світу з боротьби 1986 | Угорщина | греко-римська боротьба, до 130 кг | Срібло |
| Кубок світу з боротьби 1993 | Угорщина | греко-римська боротьба, до 130 кг | Срібло |

### Виступи на інших змаганнях
| Змагання                           | Збірна   | Вагова категорія                  | Місце  |
| ---------------------------------- | -------- | --------------------------------- | ------ |
| Гала гран-прі FILA 1988            | Угорщина | греко-римська боротьба, до 130 кг | Срібло |
| Золотий Гран-прі з боротьби 1990   | Угорщина | греко-римська боротьба, до 130 кг | Срібло |
| Гран-прі Німеччини з боротьби 1990 | Угорщина | греко-римська боротьба, до 130 кг | Срібло |
| Золотий Гран-прі з боротьби 1992   | Угорщина | греко-римська боротьба, до 130 кг | Золото |
| Гран-прі Німеччини з боротьби 1992 | Угорщина | греко-римська боротьба, до 130 кг | Золото |